# Химн на Малдивите
Химнът на Малдивите е дело на поета и политик Мухамад Жамел Диди, а музиката е композирана от Ванакуватавадуге Дон Амарадева.